# Melancholia (film, 2011)
Pour les articles homonymes, voir Melancholia.
Pour plus de détails, voir Fiche technique et Distribution.
Melancholia est un film dramatique écrit et réalisé par Lars von Trier, sorti en 2011.
Les principaux personnages sont interprétés par Kirsten Dunst, Charlotte Gainsbourg et Kiefer Sutherland. L'histoire évoque deux sœurs, dont l'une va se marier tandis qu'une gigantesque planète surnommée Melancholia s'apprête à entrer en collision avec la Terre.
L'inspiration initiale de Lars von Trier pour réaliser ce film venait d'un épisode dépressif dont il a souffert, ainsi que d'une idée selon laquelle les personnes mélancoliques ont tendance à être sereines lors d'un événement catastrophique.
Présenté en compétition officielle au Festival de Cannes 2011, ce film y a été distingué par le prix d'interprétation féminine pour Kirsten Dunst.

## Synopsis

### Prologue
Le prologue, construit par des images fixes puis mises lentement en mouvement, introduit le film, sous le prélude de Tristan und Isolde de Wagner. On voit des peintures anciennes, des images d'une planète, de cheval, de personnes dans des poses fixes ou au ralenti et d'une collision entre deux planètes.

### Chapitre 1:«Justine»
À l'occasion de leur mariage, Justine (Kirsten Dunst) et Michael (Alexander Skarsgård) donnent une somptueuse réception dans la maison de Claire (Charlotte Gainsbourg), la sœur de Justine, et de John (Kiefer Sutherland), le très riche mari de Claire. Les relations familiales se dégradent peu à peu et la soirée subit les effets des états d'âmes de Justine, qui ne reste pas présente pour toutes les étapes organisées de la soirée du mariage et erre seule dans le jardin ou  les pièces vides d'invités.
Justine a une perception des événements dramatiques à venir. Lorsque Michael se propose de tracer des plans pour le futur, Justine fait une sorte de dépression.
Elle profite de son état d'esprit pessimiste pour annoncer à son employeur, également invité, qu'elle le déteste et qu'elle déteste le métier qu'elle exerce à ses côtés. L'homme quitte la réception en colère.

### Chapitre 2:«Claire»
Quelques semaines ou mois plus tard, Justine est dans un état dépressif très poussé, n'arrivant même plus à effectuer des actions simples, quand elle est invitée par sa sœur à séjourner chez elle avec son mari et son fils Léo. John est très intéressé d'observer le passage de Melancholia, une planète errante qui est censée, d'après lui, passer proche de la Terre sans la frapper. Son excitation est partagée avec son fils. En consultant des sites sur internet, Claire acquiert la conviction que la fin de la Terre est peut-être terriblement proche et angoisse à l'idée que Melancholia frappe bel et bien la Terre, la détruisant et tuant tout le monde.
Justine devient moins angoissée et beaucoup plus stoïque alors que les jours passent et que Melancholia se rapproche. Elle dit que la Terre va être détruite et que ce n'est pas un drame parce que « la Terre est mauvaise ». Claire est toujours angoissée et achète des médicaments pouvant être utilisés comme poison létal. John le remarque et cherche à la rassurer.
Melancholia s'approche de la Terre et la famille observe son passage une nuit, quand elle apparaît gigantesque dans le ciel. Claire constate grâce un instrument simple de son fils que la planète s'éloigne, et est rassurée. John avoue qu'il n'était pas totalement sûr que la planète ne s'écrase pas sur Terre.
Le lendemain, John fait des observations au télescope et prend des notes sur un carnet, en ayant l'air inquiet, sous les yeux de Claire qui est redevenue sereine. Plus tard, elle remarque que son mari n'est plus à ses observations et remarque que Melancholia s'est un peu agrandie dans le ciel. Elle cherche John, avant de découvrir qu'il s'est suicidé avec les pilules qu'elle avait achetées. Elle cache sa mort à son fils et à Justine, et constate que Melancholia s'est encore agrandie et va bel et bien s'écraser sur Terre. Paniquée, elle tente de fuir avec son fils avant de se raviser et de revenir chez elle. Elle propose une manière de vivre ensemble leur derniers instants à Justine, qui juge froidement son idée stupide.
Justine rassure Léo, qui ne souhaite pas mourir, et lui propose de construire une « cabane magique » pour « survivre ». Ils assemblent des branches dans le jardin pour former un cône à l’allure de tipi, sont rejoints par Claire et s'assoient en cercle en se tenant les mains. Le film se termine par la collision de la Terre avec Melancholia. Justine, Claire et Léo sont ensemble, tentant de faire face à leur peur de la mort.

## Fiche technique
- Titre : Melancholia
- Réalisation : Lars von Trier
- Scénario : Lars von Trier
- Direction artistique : Simone Grau
- Décors : Jette Lehmann
- Costumes : Manon Rasmussen
- Photographie : Manuel Alberto Claro (en)
- Montage : Molly Marlene Stensgaard, aidée de Morten Højbjerg
- Supervision des effets spéciaux : Peter Hjorth
- Musique : prélude de Tristan und Isolde de Richard Wagner (pour le thème principal)
- Production : Meta Louise Foldager et Louise Vesth (de)
- Sociétés de production : Zentropa, Memfis Film, Slot Machine, BIM Distribuzione et Trollhättan Film AB, en coproduction avec Arte France Cinéma et une aide au financement de Eurimages
- Sociétés d'effets spéciaux : Dansk Speciel Effekt Service et Filmgate
- Société de distribution : Nordisk Film
- Pays de production :  Danemark,  Suède,  France,  Allemagne,  Italie et  Espagne
- Langue originale : anglais
- Budget : 52,5 millions couronnes danoises (7 400 000 dollars selon une autre estimation[1])
- Format : couleur - Dolby Digital
- Genre : drame, science-fiction, catastrophe
- Durée : 130 minutes
- Dates de sortie :
  - France : 11 mai 2011 (festival de Cannes 2011) ; 10 août 2011 (sortie nationale)
  - Danemark : 26 mai 2011
  - Norvège : 27 mai 2011
  - Pologne : 27 mai 2011
  - Suède : 27 mai 2011
  - Finlande : 3 juin 2011
  - Royaume-Uni : 1er juillet 2011
  - Pays-Bas : 25 août 2011
  - Allemagne : 29 septembre 2011

## Distribution
- Kirsten Dunst (V. F. : Lola Pauwels) : Justine, surnommée « Super Tatie » (Aunt Steelbreaker) par son neveu
- Charlotte Gainsbourg (V. F. : elle-même) : Claire, la sœur de Justine
- Kiefer Sutherland (V. F. : Thierry Hancisse) : John, le très riche mari de Claire
- Charlotte Rampling (V. F. : elle-même) : Gaby, la mère de Justine et de Claire
- John Hurt (V. F. : Claude Lévêque) : Dexter, le père de Justine et de Claire
- Alexander Skarsgård (V. F. : Valentin Merlet) : Michael, le promis de Justine
- Stellan Skarsgård (V. F. : Jean-Yves Chatelais) : Jack, le patron de Justine, directeur d'une agence de publicité
- Brady Corbet (V. F. : Florent Dorin) : Tim, le neveu de Jack
- Udo Kier (V. F. : Michel Voletti) : l'organisateur du mariage
- Jesper Christensen (V. F. : Gilbert Beugniot) : « Little Father »
- Cameron Spurr (V. F. : Nahil Rey) : Leo, le fils de Claire et de John, neveu de Justine

Source et légende : Version française (V. F.) sur le site d’AlterEgo (la société de doublage) et selon le carton de doublage.

## Autour du film
- Avant de choisir Kirsten Dunst, Lars von Trier avait proposé le rôle principal du film à Penélope Cruz. Celle-ci l'a cependant refusé pour aller tourner dans Pirates des Caraïbes : La Fontaine de Jouvence[3].
- Ce film marque le retour au cinéma des acteurs Kiefer Sutherland et Brady Corbet, qui avaient joué dans la série télévisée 24 heures chrono depuis 2006, dans les rôles respectifs de Jack Bauer et Derek Huxley.
- Après avoir dédié son précédent film Antichrist à Andreï Tarkovski, Lars von Trier lui fait indirectement référence en montrant, pendant les premiers plans de Melancholia, la peinture de Brueghel Chasseurs dans la neige, qui apparaissait également dans le film Solaris.
- C'est la troisième fois que Lars von Trier permet à l'une de ses interprètes d'obtenir le prix d'interprétation féminine du festival de Cannes : Kirsten Dunst en 2011 après Björk en 2000 pour Dancer in the Dark et Charlotte Gainsbourg en 2009 pour Antichrist.

## Tournage

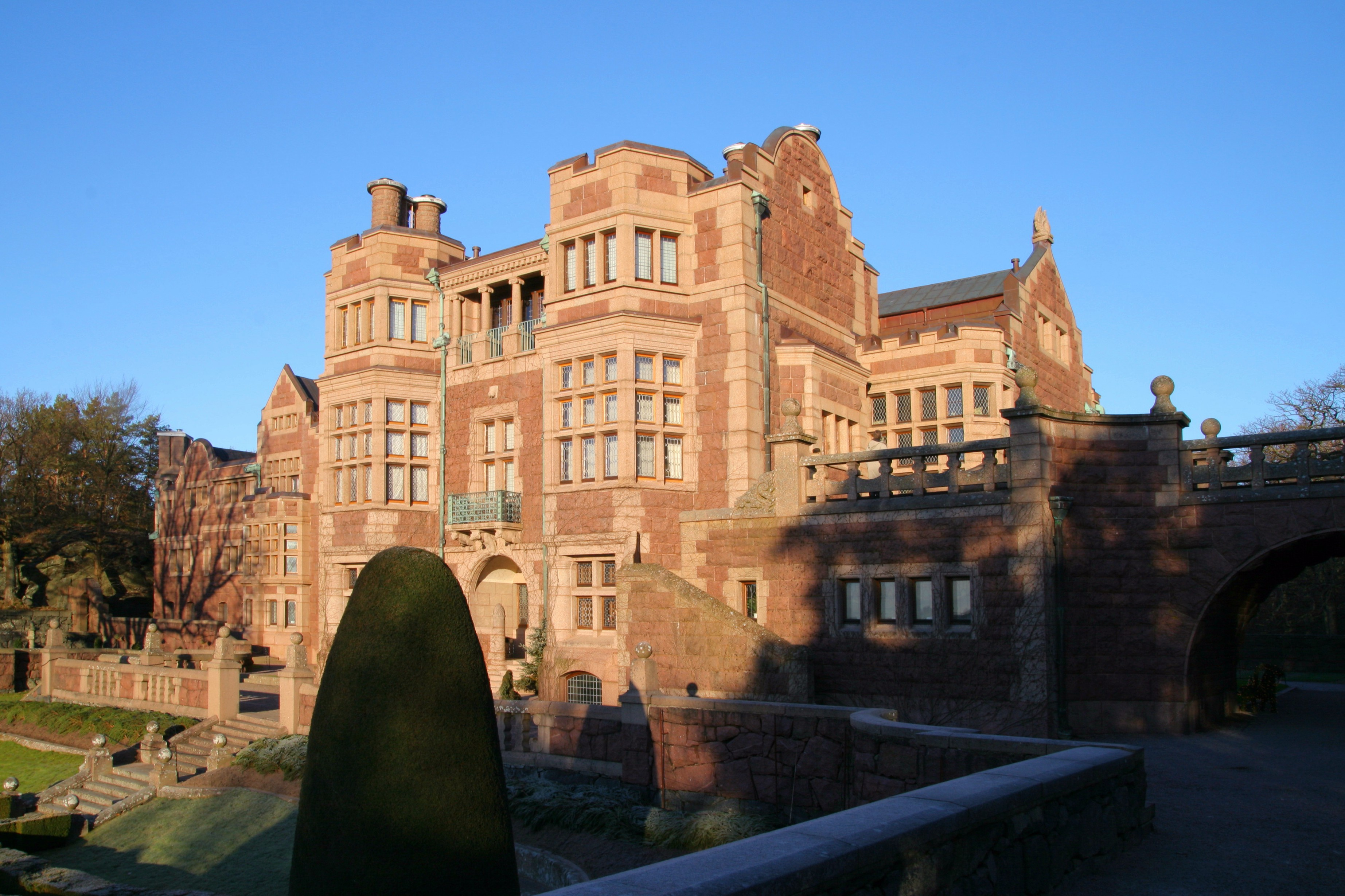
Château de Tjolöholm, en Suède, où a eu lieu une partie du tournage.

Le tournage a eu lieu entre le 22 juillet et le 6 septembre 2010. Des scènes intérieures ont été tournées à Trollhättan, en Suède, aux studios Film i Väst, mais aussi en extérieur aux alentours comme au château de Tjolöholm. C'était la quatrième fois que Lars von Trier faisait un film à Trollhättan. Lars von Trier a employé son style de réalisation habituel sans répétitions ; au lieu de cela les acteurs ont partiellement improvisé et ont reçu des instructions entre les prises. Techniquement, Lars von Trier a utilisé une caméra Phantom HD. Dans la première partie du film, on peut reconnaitre un scénario similaire à celui de Festen. En effet, on retrouve aussi un dîner de famille dans lequel certaines déclarations ou comportements vont aboutir à un trouble. Par ailleurs, dans la façon de tourner, on reconnait le style du courant cinématographique Dogme95 initié par Lars von Trier et Thomas Vinterberg.

## Festival de Cannes: polémique et récompense
Le film est présenté en compétition au Festival de Cannes 2011 mais est éclipsé par la polémique touchant le réalisateur après certaines de ses déclarations tenues lors de la conférence de presse officielle : à la suite d'une question sur ses origines allemandes (qu'il a découvertes à la mort de sa mère en 1989), Lars von Trier déclare à propos d'Hitler : « Je dis que je comprends l'homme. Ce n'est pas vraiment un brave type, mais […] je compatis un peu avec lui ». Il renchérit « Je pense qu'il a fait de mauvaises choses. […] Je ne suis pas pour la seconde guerre mondiale, je ne suis pas contre les juifs. Je suis avec les juifs bien sûr, mais pas trop… parce que Israël fait vraiment chier ». Prenant conscience de l'ambiguïté de ses propos, il annonce « Je ne sais pas comment je vais me sortir de cette phrase » avant de conclure dans un rire gêné : « OK je suis un nazi ». Ces propos font également suite à une interview récente dans laquelle il avouait son « goût pour l'esthétique nazie » et notamment pour Albert Speer, sur lequel il est également revenu à Cannes en affirmant : « Même s'il ne fut peut-être pas l'une des meilleures créatures de Dieu, il avait ce talent qu'il a pu exercer [grâce au régime nazi] ».
Peu de temps après la conférence, il publie un communiqué d'excuses : « Si j'ai pu blesser quelqu'un par les propos que j'ai tenus ce matin, je tiens sincèrement à m'en excuser. Je ne suis ni antisémite, ni raciste, ni nazi ». La direction du festival fait savoir à son tour dans un communiqué que le cinéaste s'est « laissé entraîner à une provocation ». La presse s'empare rapidement des propos polémiques du réalisateur danois et en diffuse des extraits sans toujours les contextualiser. Le lendemain, malgré les excuses de Lars von Trier, la direction du festival le déclare « persona non grata », tout en laissant son film Melancholia en compétition. Tout en répétant ses excuses, Lars von Trier a accepté la décision en se disant « fier d'avoir été déclaré persona non grata », soulignant que « c'est peut-être la première fois dans l'histoire du cinéma que cela se produit ». Il s'est plus longuement expliqué en affirmant avoir seulement souhaité faire preuve d'un humour volontairement choquant, regrettant que celui-ci ait été mal interprété. Il a aussi souligné qu'il considérait la Shoah comme « le pire des crimes jamais perpétrés ». Enfin, il a précisé que son goût pour l'esthétique nazie n'était lié à aucune conviction politique.
Le film est l'un des plus appréciés de la compétition,. Kirsten Dunst reçoit le prix d'interprétation féminine. Plusieurs journalistes ont indiqué que la polémique a très probablement sapé les chances du film d'obtenir les plus hautes distinctions, y compris la Palme d'or,. En 2020, Olivier Assayas, membre du jury de l'édition 2011, explique ainsi : « Tout le monde est monté sur ses grands chevaux […] Il y a eu des conséquences sur le palmarès, car il était un sérieux candidat pour la Palme. Au début, on n’était que deux, Jude Law et moi, à penser que The Tree of Life de Terrence Malick pouvait, lui aussi, prétendre au plus haut prix. Si on a rallié d'autres membres à notre cause, c'est parce qu'ils avaient perdu leur favori. »,.

## Analyse
Lars von Trier offre une métaphore de l'attitude des humains face à un monde dans lequel ils ne pourront plus vivre, un monde qu'ils ont détruit, mais auquel ils persistent à croire, dans un déni de leur inévitable extinction.

## Adaptation à l'opéra

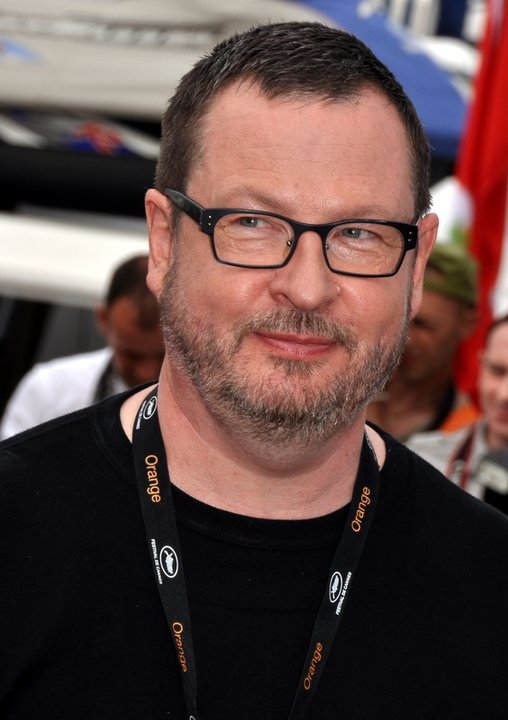
Lars Von Trier, Festival de Cannes, 2011.

Le film de Lars Von Trier a inspiré la création d'un opéra éponyme, Melancholia, composé par  Mikael Karlsson et écrit par le Canadien Royce Vavrek (auteur du livret adaptant également Breaking the Waves à l'opéra). L'oeuvre a été montée à l'Opéra Royal de Suède à Stockholm en novembre 2023, dans une mise en scène de Sláva Daubnerová. Les chanteurs suivants ont participé à la création de l'oeuvre : Lauren Snouffer (Justine), Rihab Chaieb (Claire), Anne Sofie von Otter (Gaby), Jens Persson Hertzman (Michael), Ola Eliasson (John), Johan Edholm (Jack), Mikael Stenbaek (Tim), Anton Textorius (Leo). Arte concert a assuré une captation de la Première ainsi qu'une rediffusion.

## Distinctions
- Festival de Cannes 2011 : Prix d'interprétation féminine pour Kirsten Dunst
- European Awards 2011 : meilleur film, meilleure photographie et meilleurs décors
- Prix Léon Moussinac 2012 : Prix du meilleur film étranger
- Robert 2012 : Robert du meilleur film danois, du meilleur réalisateur et du meilleur scénario